# Touloun Damissa
Touloun Damissa (auch: Toulon Damissa, Toulou Damissa, Touloum Damissa, Toulou Ndamésa, Touloun Daméssa, Touloun Demessa) ist ein Dorf in der Stadtgemeinde Filingué in Niger.

## Geographie
Das von einem traditionellen Ortsvorsteher (chef traditionnel) geleitete Dorf befindet sich rund 25 Kilometer westlich des Stadtzentrums von Filingué, der Hauptstadt des gleichnamigen Departements Filingué, das zur Region Tillabéri gehört.
Es herrscht das Klima der Sahelzone vor, mit einer durchschnittlichen jährlichen Niederschlagsmenge zwischen 300 und 400 mm. Das Waldgebiet von Touloun Damissa erstreckt sich über eine Fläche von 900 Hektar.

## Geschichte
Dschihadisten verunmöglichten im Raum Touloun Damissa mehr als 2000 potentiellen Wählern in sechs Wahllokalen die Teilnahme an den Präsidentschaftswahlen vom 21. Februar 2021. Bei einem Terrorangriff am 21. April 2024 wurden beim Dorf sechs Soldaten der Streitkräfte Nigers getötet.

## Bevölkerung
Bei der Volkszählung 2012 hatte Touloun Damissa 1420 Einwohner, die in 205 Haushalten lebten. Bei der Volkszählung 2001 betrug die Einwohnerzahl 1205 in 160 Haushalten.

## Wirtschaft und Infrastruktur
Es gibt eine Schule im Dorf.